# Heinz Josef Algermissen
Heinz Josef Algermissen (* 15. února 1943 Hermeskeil) je německý duchovní a emeritní římskokatolický biskup ve Fuldě.

## Život

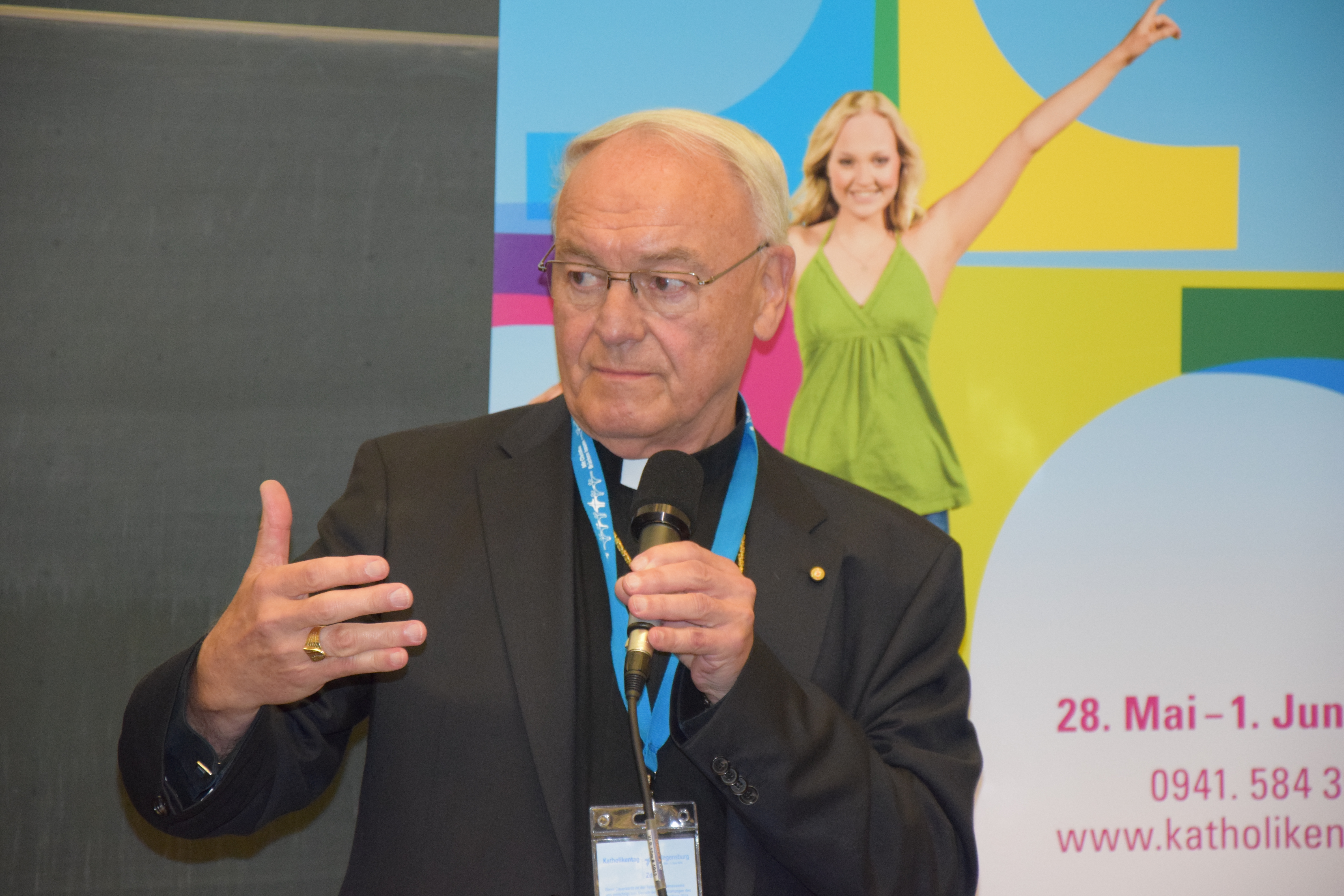
Biskup Algermissen na 99. německém Katholikentag (2014)

Po maturitě v roce 1963 studoval filozofii a katolickou teologii na Univerzitě Alberta Ludwiga ve Freiburgu a na Teologické fakultě v Paderbornu. Na jáhna byl vysvěcen 5. dubna 1968. 19. července 1969 přijal v katedrále v Paderbornu z rukou arcibiskupa Lorenze kardinála Jaegera svátost kněžského svěcení. Po působení jako kaplan v Bielefeldu a Meschede, během něhož byl také studentským kaplanem na univerzitě v Paderbornu, se v roce 1980 stal farářem v Bielefeldu-Schildesche a v roce 1984 tamním děkanem. Od roku 1991 působil jako regionální děkan pro děkanáty Minden-Ravensberg, Lippe a Bielefeld. V letech 1994-1998 byl také předsedou kněžské rady arcidiecéze Paderborn.
Papež Jan Pavel II. jej jmenoval 23. července 1996 titulárním biskupem v Labicum a ustanovil ho pomocným biskupem v Paderbornu. Na biskupa byl vysvěcen 21. září 1996 paderbornským arcibiskupem a pozdějším kardinálem Johannesem Joachimem Degenhardtem. Spolusvětiteli byli pomocní paderbornští biskupové Hans Leo Drewes a Paul Consbruch. Degenhardt ho jmenoval biskupským vikářem pro řeholní řády a v květnu 1999 ho také jmenoval členem katedrální kapituly. Biskupské heslo Thesaurus in vasis fictilibus („poklad v hliněných (křehkých) nádobách“) pochází z 2. listu sv. Pavla Korinťanům.
20. června 2001 ho Jan Pavel II. jmenoval biskupem ve Fuldě. Jeho inaugurace ve fuldské katedrále se konala 23. září téhož roku. Po svém nástupu do úřadu zahájil pastorační proces, kterým se má fuldská diecéze vyrovnat s personálními a pastoračními požadavky 21. století.
Od roku 2002 je předsedou Pax Christi. Od roku 2006 je místopředsedou ekumenické komise a členem jí přidělené subkomise pro náboženské vztahy s judaismem Německé biskupské konference a členem liturgické komise. Kromě toho je Algermissen místopředsedou Maximilian-Kolbe-Werk.
Je členem K.D.St.V. Guestfalo-Silesia zu Paderborn (1964), K.D.St.V. Wildenstein Freiburg im Breisgau (1969) a K.D.St.V. Adolphiana Fulda (2008), jak uvádí jeho životopis. V roce 2003 byl pasován na rytíře Řádu Božího hrobu v Jeruzalémě. Je členem Rotary klubu Bielefeld-Süd a Kolpingova díla.
Papež František přijal jeho rezignaci z důvodu věku 5. června 2018.

## Postoje

### Ochrana lidského života
Algermissen se vyslovuje proti potratům, aktivní eutanazii a asistované sebevraždě, protože „v lidské existenci se odráží Boží tvář“.

### Nedostatek víry ve vzkříšení jako bezpečnostní riziko
V lednu 2016 Algermissen kritizoval věřící v Německu za to, že jsou očerňováni ve jménu svobody tisku a svobody projevu. Na velikonoční mši v roce 2016 označil lidi bez víry ve vzkříšení za „velké bezpečnostní riziko“, za což si vysloužil ostrou kritiku.

### Odmítnutí gender mainstreamingu
Gender mainstreaming odsoudil jako „rovnostářství genderových rozdílů“, které je v rozporu s katolickým pohledem na manželství a rodinu.

### Manželství pouze jako svazek muže a ženy
27. října 2016 Algermissenova diecéze oznámila, že biskup doufá, že mnoho věřících podpoří evropskou občanskou iniciativu Hedwigy von Beverfoerde, aby bylo v Evropě dosaženo jednotné definice manželství a rodiny, která by sloužila k dobru lidí.

### Domov rodičů jako původní místo pro sexuální výchovu
Protože chce omezit sexuální výchovu na rodičovský dům jako původní místo pro sexuální výchovu, vyzval v roce 2007 k bojkotu muzikálu pořádaného Spolkovým centrem pro zdravotní výchovu (Bundeszentrale für gesundheitliche Aufklärung, BZgA).

## Biskupský erb
Jeho erb jako pomocného biskupa v Paderbornu je dělený a zobrazuje vpředu ve stříbrnobílém provedení zelený vinný kříž s modrými hrozny, vzadu v červenozlatém provedení trámový kříž, erb arcidiecéze Paderborn.
Za štítem je biskupský kříž, nad ním zelené galero (biskupský klobouk) se šesti zelenými střapci (fiocchi) visícími dolů.
Jeho biskupské heslo Thesaurus in vasis fictilibus („poklad v hliněných (křehkých) nádobách“) je převzato z 2. listu sv. Pavla Korinťanům.
Znak fuldského biskupa, rozdělený na čtyři části, zobrazuje v 1. a 4. poli stříbrnobíle černý břevnový kříž, znak diecéze Fulda (Fürstabtei Fulda), ve 2. poli červeně zlatý vinný hrozen, ve 3. poli zlatě zelený paví ocas se zlatou holí, symbol svatého Liboria, diecézního patrona Paderbornu.

## Pocty
- MÜLLER, Christoph Gregor; WILLMES, Bernd (Hrsg.). Thesaurus in vasis fictilibus – „Schatz in zerbrechlichen Gefäßen“ (2 Kor 4,7). Festschrift für Bischof Heinz Josef Algermissen zum 75. Geburtstag (Slavnostní text pro biskupa Heinze Josefa Algermissena k jeho 75. narozeninám), (Fuldaer Studien 22). Freiburg: Herder, 2018. 644 s. ISBN 978-3-451-37978-9. (němčina)

## Monografie
- Hrsg. von Pax Christi Regensburg und der Arbeitsgemeinschaft für ehemalige ZwangsarbeiterInnen im Evangelischen Bildungswerk Regensburg e.V. (mit anderen): Begegnungen. Mit ehemaligen ZwangsarbeiterInnen. (Setkání. S bývalými nuceně nasazenými.) Edition Buntehunde, Regensburg 2003, ISBN 3-934941-07-9 (německy)
- Dem Wort auf der Spur. Hirtenbriefe, Predigten, Worte des Bischofs (Po stopách slova. Pastýřské listy, kázání, slova biskupa). Parzeller, Fulda 2003, ISBN 3-7900-0356-5 (německy)
- Morgenstern in finst’rer Nacht. Ein Begleiter für die Advents- und Weihnachtszeit (Jitřenka v temné noci. Společník pro adventní a vánoční období). Herder, Freiburg im Breisgau, Basel, Wien 2005, ISBN 3-451-28747-1 (německy)
- Wortschätze. Hirtenbriefe und Predigten des Bischofs (Slovní zásoba. Pastýřské listy a kázání biskupa). Parzeller, Fulda 2009, ISBN 978-3-7900-0419-9 (německy)
- Wortmeldungen in einer Zeit des Übergangs – Hirtenbriefe aus den Jahren 2001 bis 2015 (Slova v době změn - pastýřské dopisy z let 2001 až 2015). Parzeller, Fulda 2015, ISBN 978-3-7900-0494-6 (německy)